# Campeonato de España de Ciclismo en Ruta 2012
El CXI Campeonato de España de Ciclismo en Ruta se celebró el 24 de junio de 2012 por un circuito en la Provincia de Salamanca; con salida, varios pasos y meta en Salamanca sobre un trazado oficial de 197,9 kilómetros aunque realmente fueron algo más de  205 km.
Participaron 100 ciclistas, siendo los equipos más representados el Movistar y Andalucía (16 corredores) y Euskaltel-Euskadi (14 corredores), de los que acabaron 67.
El ganador final fue Francisco Ventoso tras adelantarse al pelotón, junto a Francisco Pacheco y Francisco Mancebo, tras una caída a falta de unos 3 km. Completaron el podio Koldo Fernández de Larrea y el mencionado Pacheco, respectivamente, con el mismo tiempo del ganador al ser atrapado por el pelotón en la misma línea de meta.
Debido a las ausencias de las grandes figuras del ciclismo español en este campeonato en los últimos años en esta edición se produjo cierta polémica, incluso declarando algunos corredores su deseo de que lo hiciesen con su deseo de sancionarles con no ir a los Juegos Olímpicos.

## Clasificación final
| \| 1. \| \| Francisco Ventoso \| Movistar \| 5h 08" 48' \| \| 2. \| \| Koldo Fernández de Larrea \| Garmin-Barracuda \| m.t. \| \| 3. \| \| Francisco José Pacheco \| Gios Deyser-Leon Kastro \| m.t. \| \| 4. \| \| José Joaquín Rojas \| Movistar \| m.t. \| \| 5. \| \| Francisco Moreno Allué \| Androni Giocattoli-Venezuela \| m.t. \| \| 6. \| \| Luis León Sánchez \| Rabobank \| m.t. \| \| 7. \| \| Francisco Antón \| Burgos BH-Castilla y León \| m.t. \| \| 8. \| \| Jesús Ezquerra \| Leopard-Trek Continental \| m.t. \| \| 9. \| \| Pablo Urtasun \| Euskaltel-Euskadi \| m.t. \| \| 10. \| \| Juan José Lobato \| Andalucía \| m.t. \| |  |                           |                              |            |
| 1. |  | Francisco Ventoso         | Movistar                     | 5h 08" 48' |
| 2. |  | Koldo Fernández de Larrea | Garmin-Barracuda             | m.t.       |
| 3. |  | Francisco José Pacheco    | Gios Deyser-Leon Kastro      | m.t.       |
| 4. |  | José Joaquín Rojas        | Movistar                     | m.t.       |
| 5. |  | Francisco Moreno Allué    | Androni Giocattoli-Venezuela | m.t.       |
| 6. |  | Luis León Sánchez         | Rabobank                     | m.t.       |
| 7. |  | Francisco Antón           | Burgos BH-Castilla y León    | m.t.       |
| 8. |  | Jesús Ezquerra            | Leopard-Trek Continental     | m.t.       |
| 9. |  | Pablo Urtasun             | Euskaltel-Euskadi            | m.t.       |
| 10. |  | Juan José Lobato          | Andalucía                    | m.t.       |